# Neobracea
Neobracea — род цветковых растений семейства Apocynaceae, эндемичный для Кубы и нескольких Багамских островов. Впервые описан как род в 1905 году под названием Bracea, но оказалось, что это незаконный омоним.

## Виды
В род включаются 8 видов:
1. Neobracea acunana Lippold — Восточная Куба
2. Neobracea angustifolia Britton — Западная Куба
3. Neobracea bahamensis (Britton) Britton — Багамы, Куба
4. Neobracea ekmanii Urb. — Восточная Куба
5. Neobracea howardii Woodson — Куба
6. Neobracea martiana Borhidi & O.Muñiz — Восточная Куба
7. Neobracea susannina Borhidi — Восточная Куба
8. Neobracea valenzuelana (A.Rich.) Urb. — Куба